# Tirrena-Adriàtica 1984
La Tirrena-Adriàtica 1984 va ser la 19a edició de la Tirrena-Adriàtica. La cursa es va disputar en un pròleg inicial i sis etapes, la darrera de les quals era la tradicional contrarellotge individual pels carrers de San Benedetto del Tronto, entre el 8 i el 14 de març de 1984, amb un recorregut final de 1.042,9 km.
El vencedor de la cursa fou el suec Tommy Prim (Bianchi), que s'imposà al suís Erich Maechler (Cilo-Aufina) i l'italià Roberto Visentini (Carrera), segon i tercer respectivament.

## Etapes
| Etapa | Data       | Recorregut                            | Km    | Vencedor d'etapa        | Líder de la general  |
| ----- | ---------- | ------------------------------------- | ----- | ----------------------- | -------------------- |
| Pr.   | 8 de març  | Forio Ischia - Forio Ischia (CRI)     | 4,85  | Guido Bontempi (ITA)    | Guido Bontempi (ITA) |
| 1a    | 9 de març  | Pozzuoli - Frosignone                 | 189,0 | Jesper Worre (DEN)      | Jesper Worre (DEN)   |
| 2a    | 10 de març | Cassino - Montenero                   | 180,0 | Erich Maechler (SUI)    | Jesper Worre (DEN)   |
| 3a    | 11 de març | Montenero - Monte San Pietrangeli     | 229,0 | Mario Beccia (ITA)      | Tommy Prim (SWE)     |
| 4a    | 12 de març | Reccanoti - Ancona                    | 217,0 | Adri van der Poel (NED) | Tommy Prim (SWE)     |
| 5a    | 13 de març | Camerano - Monte Bondone              | 211,0 | Marc Madiot (FRA)       | Tommy Prim (SWE)     |
| 6a    | 14 de març | S.B del Tronto - S.B del Tronto (CRI) | 12,05 | Roberto Visentini (ITA) | Tommy Prim (SWE)     |

## Classificació general
|    | Ciclista                  | Equip                  | Temps       |
| -- | ------------------------- | ---------------------- | ----------- |
| 1  | Tommy Prim (SWE)          | Bianchi                | 28h 39' 41" |
| 2  | Erich Maechler (SUI)      | Cilo-Aufina            | + 02"       |
| 3  | Roberto Visentini (ITA)   | Carrera                | + 05"       |
| 4  | Adri van der Poel (NED)   | Kwantum                | + 14"       |
| 5  | Greg Lemond (USA)         | Renault                | + 23"       |
| 6  | Giuseppe Petito (ITA)     | Alfa Lum               | + 29"       |
| 7  | Stefan Mutter (SUI)       | Cilo-Aufina            | + 39"       |
| 8  | Johan van der Velde (NED) | Metauro Mobili         | + 40"       |
| 9  | Joop Zoetemelk (NED)      | Kwantum                | + 42"       |
| 10 | Alfredo Chinetti (ITA)    | Supermercati Brianzoli | + 43"       |